# روبرتو ارلیتسکا
روبرتو اِرلیتسکا (ایتالیایی: Roberto Herlitzka؛ زادهٔ ۲ اکتبر ۱۹۳۷) یک هنرپیشه اهل ایتالیا است.
از فیلم‌ها یا برنامه‌های تلویزیونی که وی در آن نقش داشته است، می‌توان به هفت زیبایی، چشمان سیاه، صورتک، زیبایی بزرگ، شیاطین سن پترزبورگ، محاکمه و ماریانا اوکریا اشاره کرد.

## جوایز
- جایزه انجمن ملی فیلم ایتالیا بهترین بازیگر مرد (۲۰۰۴)
- جایزه دیوید دی دوناتلو بهترین بازیگر نقش مکمل مرد (۲۰۰۴)